# Dagens Nyheter Galan 2015
Navigation
Édition précédente Édition suivante
Le Dagens Nyheter Galan 2015 ou DN Galan 2015 est la 48e édition du Dagens Nyheter Galan qui a eu lieu le 30 juillet 2015 au Stade olympique de Stockholm, en Suède. Il constitue la douzième étape de la Ligue de diamant 2015.

## Résultats

### Hommes
| Épreuve          | Vainqueur                       | Second                        | Troisième                         |
| ---------------- | ------------------------------- | ----------------------------- | --------------------------------- |
| 200 m            | Alonso Edward 20 s 04           | Anaso Jobodwana 20 s 18       | Ramil Guliyev 20 s 27             |
| 400 m            | Machel Cedenio 44 s 97          | Luguelin Santos 45 s 21       | Martyn Rooney 45 s 41 SB          |
| 1 500 m          | Ayanleh Souleiman 3 min 33 s 33 | Jakub Holuša 3 min 34 s 26 NR | İlham Tanui Özbilen 3 min 34 s 40 |
| 3 000 m steeple  | Hicham Sigueni 8 min 16 s 54 PB | Brahim Taleb 8 min 16 s 56 SB | Hillary Yego 8 min 19 s 14        |
| 110 m haies      | Orlando Ortega 13 s 18          | Sergueï Choubenkov 13 s 22    | David Oliver 13 s 24              |
| Saut en hauteur  | JaCorian Duffield 2,32 m        | Mutaz Essa Barshim 2,29 m     | Gianmarco Tamberi 2,29 m          |
| Saut en longueur | Greg Rutherford 8,34 m          | Marquis Dendy 8,09 m          | Godfrey Mokoena 7,87 m            |
| Lancer du disque | Piotr Malachowski 65,95 m SB    | Philip Milanov 64,97 m        | Robert Urbanek 63,25 m            |

### Femmes
| Épreuve           | Vainqueur                       | Seconde                       | Troisième                         |
| ----------------- | ------------------------------- | ----------------------------- | --------------------------------- |
| 100 m             | Shelly-Ann Fraser-Pryce 10 s 93 | Tori Bowie 11 s 05            | Natasha Morrison 11 s 22          |
| 800 m             | Renelle Lamote 1 min 59 s 91    | Lynsey Sharp 2 min 00 s 29    | Brenda Martinez 2 min 00 s 54     |
| 3 000 m           | Katie Mackey 8 min 52 s 99      | Renata Plis 8 min 53 s 58     | Betlhem Desalegn 8 min 53 s 75 NR |
| 400 m haies       | Zuzana Hejnova 54 s 37          | Sara Petersen 54 s 42         | Cassandra Tate 54 s 88            |
| Saut à la perche  | Yarisley Silva 4,81 m           | Nikoleta Kyriakopoulou 4,76 m | Fabiana Murer 4,71 m              |
| Triple saut       | Caterine Ibargüen 14,69 m       | Olga Rypakova 14,30 m         | Kimberly Williams 14,22 m         |
| Lancer du javelot | Barbora Špotáková 65,66 SB      | Sunette Viljoen 64,03 m       | Linda Stahl 64,02 m               |
| Lancer du poids   | Christina Schwanitz 20,13 m     | Michelle Carter 19,24 m       | Anita Marton 18,74 m              |

## Légende
Records et Performances
- AR : Record continental (area record)
- CR : Record des championnats (championship record)
- MR : Record du meeting (meet record)
- NR : Record national (national record)
- OR : Record olympique (olympic record)
- PR : Record paralympique (paralympic record)
- PB : Record personnel (personal best)
- SB : Meilleure performance personnelle de la saison (season's best)
- WL : Meilleure performance mondiale de l'année (world leader)
- WJR : Record du monde junior (world junior record)
- WR : Record du monde (world record)

Circonstances et Conditions
- DNF : N'a pas terminé (did not finish)
- DNS : N'a pas pris le départ (did not start)
- DQ : Disqualification (disqualification)
- NM : Aucun essai valable enregistré (No Mark)
- Q : Qualifié « directement » au prochain tour (ou à la prochaine compétition), lors d'une compétition majeure, grâce au classement ou à la réalisation des minima (automatic qualifier)
- q : Qualifié au prochain tour (ou à la prochaine compétition), lors d'une compétition majeure, grâce au repêchage ou à la réalisation de l'une des meilleures performances parmi celles des « non qualifiés directement » (grâce au meilleur temps ou à la meilleure distance par exemple) (secondary qualifier)